# لهجة نابلسية
اللهجة النابلسية هي إحدى اللهجات العربية العامية تتبع طائفة اللهجات الشامية، ويتحدث بها أهل نابلس بشكل عام. من بين بقية اللهجات الفلسطينية، تُعد اللهجة النابلسية الأقرب إلى اللهجات الشامية الشمالية والوسطى. تشبه اللهجة النابلسية لهجة الشوام أكثر مما تشبه اللهجات الفلسطينية، وذلك لأن نابلس مدينة تجارية بعكس معظم مدن ومناطق فلسطين الأخرى الذي يغلب عليها الطابع الريفي ولهجاته باستثناء عكا والقدس والخليل ويافا. ربطت نابلس مع دمشق علاقات تجارة ومصاهرة وقرابة دم قوية قبل تقسيم سوريا في اتفاقية سايكس بيكو. من الجدير بالذكر أن نابلس تسمى أيضاً دمشق الصغرى.
يمط النابلسيون بعض الكلمات بشكل يشبه إلى حد ما وإن بدرجة أقل مطة الكلمات في اللهجة الشامية.

## أسماء الإشارة
- هذا: هادا، هاد.
- هذه: هادي، هاي.
- هؤلاء: هدول، هدوله.
- أولئك: هدوك.
- هنا: هون، هوني.

## الأسماء الموصولة
الذي، التي، اللذان، اللتان، الذين واللواتي: تلفظ بطريقة واحدة هي «إللي».

## ضمائر المتكلم
- أنا: أنا، أني.
- نحن: إحنا، إحنة.
- أَنتَ: إِنتِ.
- أنتم: إنتو.

## الضمائر المتصلة
تدمج هذه الضمائر مع الفعل الذي قبلها:
- قلت له: ألتلّو
- كتبت لها: كتبتلها
- قلت لكم/لكما: ألتلكن، ألتلكم.

## أدوات الاستفهام
- لماذا: ليش، مشان شو.
- ماذا: شو، إِيش، إيه.
- متى: إيمتا، إيمته، ايميتين.
- كم: أكم، أديش.
- أين: وين
- مَن: مين، أنو.

## طريقة لفظ الحروف والكلمات

### قلب القاف إلى ألف
- قريب: أريب.
- عتيق: عتيئ.
- قم: أُوم.

### إمالة الألف
ينطق حرف الألف بين الألف والياء وتلفظ الفتحة كالكسرة. يبدو ذلك واضحا في نهاية الكلمات مثل:
- أنا: أني.
- معنا: معنه.
- قلنا: قلنه.

### قلب الهمزة إلى ياء
- مائل: مايل
- ملآن: مليان

### قلب حرف الظاء
يقلب حرف الظاء أحياناً إلى ضاد، كما في:
- الظهر: الظهر.
- الظفر: الضفر.

ويقلب إلى لفظ وسيط بين الظاء والزاي كما في: 
- ظاهر: زاهر.

### قلب حرف الذال
- قلب حرف الذال إلى زاي مثل، أستاذ: استاز، مذلة: مزلة، لذيذ: لزيز، ذاكي: زاكي، ذكي: زكي.
- قلب حرف الذال إلى دال مثل هذا: هادا أو هاده

### قلب حرف الثاء
يقلب حرف الثاء إلى سين مثل:
- أثار: أسار.
- ممثل: ممسل.

ويقلب أحيانا إلى تاء مثل:
- اثنين: اتنين.
- ثلاثة: تلاتة.
- ثعلب: تعلب.
- ثلاجة: تلاجة.
- ثلولة: تلولة.
- مثل: متل.
- ثعبان: تُعبان (أو حية)

### قلب حرف السين
يقلب حرف السين إلى حرف الصاد مثل: رأس: راص، فستان: فصطان.

## الضمة والكسرة
يُضم الحرف الثاني في بعض الكلمات مثل:
- فرن: فرُن
- حُمْر: حُمُر
- صبْح: صُبُح
- خبز: خُبُز

يكسر الحرف قبل الأخير في بعض الكلمات مثل:
- طاولة: طاولِي
- حلوة: حلوِي
- موزة: موزِي

## كلمات نابلسية خاصة
- نقود: مصاري
- الآن: هلأ
- لذيذ: زاكي
- شبكة عنكبوت: شعشبون.
- سقيفة، علية: سدة.
- كفكير: لسكب الشوربة.
- حذاء خفيف: حفاية.
- حذاء: كندرة، صرماية.
- حذاء رياضي: بووت.
- ملابس: أواعي.
- أخي: أخي، أخوي.
- أختي: أختي، يختي.
- أمي: يمّـه، يامو، إمي.
- أبي: يابا، يابي.
- للتو (أتيت لتوّي): أتوّني.
- زقاق: حوش.
- كلاج: ألاز.

## كلمات متعلقة بالحلويات
للحلويات أفعالها وأسماؤها الخاصة، فعجينة الكنافة «تُرَش»، ورقائق القلاز (الكلاج) «تُطبَع»، وأقراص القطائف «تُصَب». أما «فرك» الكنافة فهو تنعيمها ودعكها بالسمن.